# 高橋一郎 (漫画家)
高橋 一郎（たかはし いちろう、1983年1月26日 - ）は、日本の漫画家。北海道出身。

## 経歴
第64回（2002年下期）手塚賞に『ドーミエ〜エピソードI〜』で準入選。『ドーミエ〜エピソードI〜』が『週刊少年ジャンプ』（集英社）2003年16号に掲載されデビューを果たす。
『バレーボール使い 郷田豪』を『週刊少年ジャンプ』2007年15号から39号まで連載。これに伴い、北海道より上京。
その後、『黒子のバスケ』（藤巻忠俊）の制作に関わる。その中で藤巻からアドバイスを求められたこともあったという。
『少年ジャンプ+』（集英社）2015年1月27日から2018年4月24日まで、『黒子のバスケ』の小説版を漫画化した『黒子のバスケ Replace PLUS』（原案:藤巻、原作:平林佐和子、全10巻）を連載。『週刊少年ジャンプ』2015年50号では『黒子のバスケ』と『火ノ丸相撲』（川田）によるコラボレーション読切の構成・脚本を担当した。

## 人物
趣味は様々な無料キャンペーンを利用すること。尊敬する漫画家は荒木飛呂彦。好きな俳優はブラッド・ピット。姉がいて、時々単行本のおまけページを書いたりする。
菊田洋之の元アシスタント。
『スラムダンク』（井上雄彦）の影響を受けており、デビュー作『ドーミエ』や『バレーボール使い 郷田豪』にもバスケットボールのシーンが登場する。2005年頃、共に『スラムダンク』が「根底」にある者として藤巻忠俊とも仲良くなった。

## 作品リスト
- ドーミエ〜エピソードI〜（読切、『週刊少年ジャンプ』2003年16号）
- LIKE A TAKKYU!!（読切、『週刊少年ジャンプ』2003年39号）
- スーパーメテオ（読切、『週刊少年ジャンプ』2004年51号）
- ESQUISSE〜エスキース〜（読切、『週刊少年ジャンプ』2006年16号）
- バレーボール使い 郷田豪（『週刊少年ジャンプ』、全3巻）
- OBAKE LIFE（読切、『週刊少年ジャンプ』2008年8号）
- 宇宙のSPARROW（読切、『週刊少年ジャンプ』2010年3・4合併号）
- あやかしポリスメン ひよこっぷ（読切、『週刊少年ジャンプ』2012年26号）
- 黒子のバスケ Replace PLUS（原案:藤巻忠俊、原作:平林佐和子、『少年ジャンプ+』2015年1月27日 - 2018年4月24日、全10巻）※ジャンプ ジェイ ブックスの小説版を漫画化した作品